# Аксарка
Акса́рка (нен. Хоя’-Сале, в переводе с  ханты — Лисья нора) — село в Ямало-Ненецком автономном округе России. Административный центр Приуральского района.

## География
Находится на правом берегу Оби в 52 км к востоку от Салехарда. Село расположено на линии Северного полярного круга.

## История
В 1900 году торговый дом «Михаил Плотников и сыновья» открыл на месте будущего села Аксарковское отделение консервной фабрики.
В 1930—1932 годах в Аксарку были переселены ссыльные с Южного и Среднего Урала и отделение стало селом. В 1940 году село стало административным центром Приуральского района.
С 2005 до 2021 гг. село являлось административным центром Аксарковского сельского поселения, упразднённого в 2021 году в связи с преобразованием муниципального района в муниципальный округ.

## Население
| 1939  | 1959  | 1970  | 1979  | 1989  | 2002  | 2010  |
| ----- | ----- | ----- | ----- | ----- | ----- | ----- |
| 1364  | ↗1488 | ↗1752 | ↗2171 | ↗2365 | ↗2569 | ↗3133 |
| 2021  |       |       |       |       |       |       |
| ↗4352 |       |       |       |       |       |       |

## Инфраструктура
Рыбзавод, культурный центр народов Севера.
Пристань, автодорога от Салехарда (действует автобусное сообщение). Ближайшая ж.-д. станция Лабытнанги находится в 62 км к западу.